# Tempel von Ellesija

Der Tempel von Ellesija im Museo Egizio in Turin

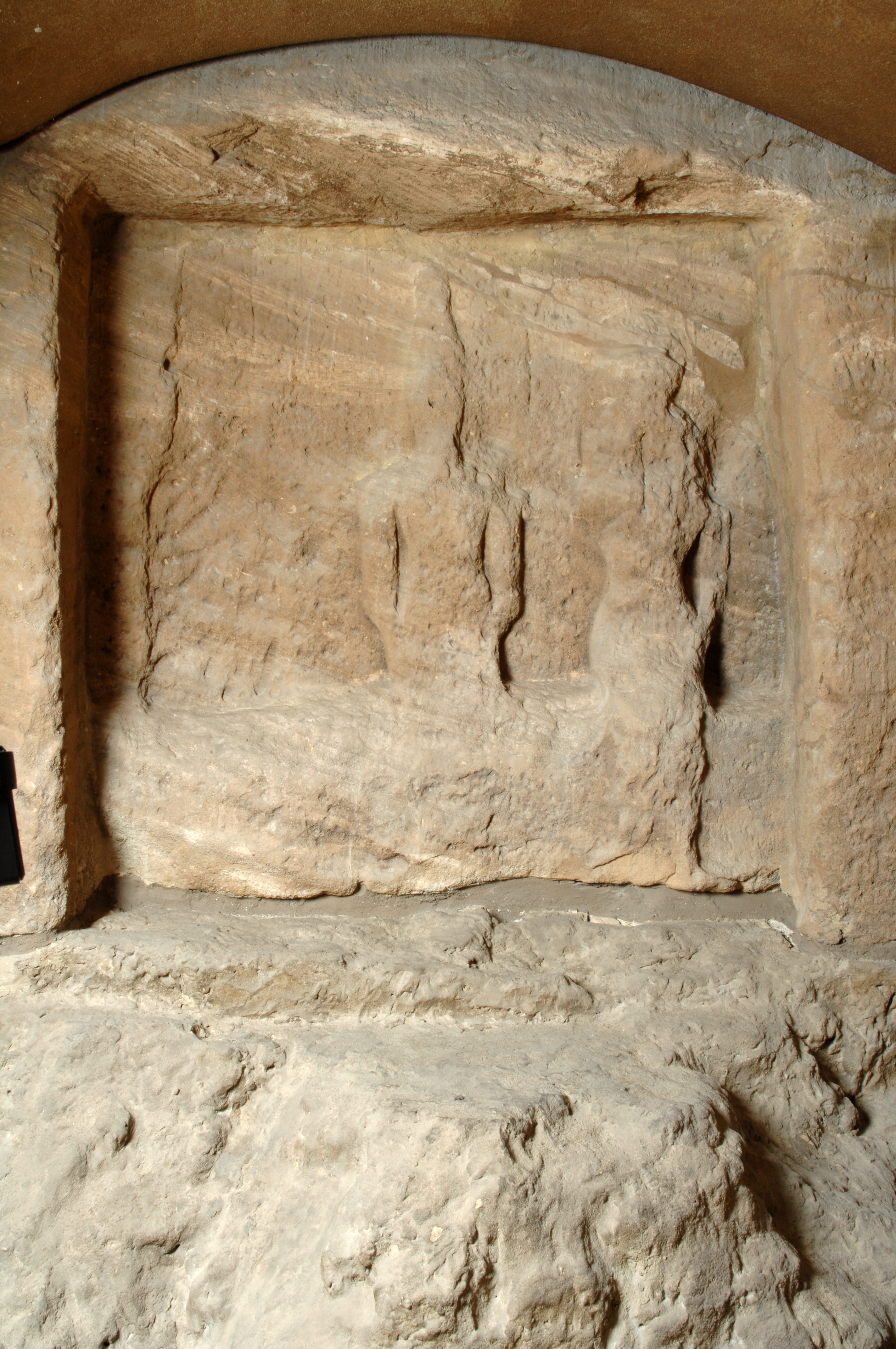
Die Kultnische des Tempels

Der Tempel von Ellesija ist ein altägyptischer Tempel aus dem 15. Jahrhundert v. Chr., der sich heute im Museo Egizio in Turin befindet. Ursprünglich ließ ihn der König (Pharao) Thutmosis III. unweit der Festung Qasr Ibrim in Unternubien im heutigen Ägypten errichten, ca. 224 km südlich von Assuan, auf dem Ostufer.
Die Felskapelle (Speos) wurde in die steilen Felswände über dem Nil geschnitten. Sie bestand aus einem aus dem Felsen gearbeiteten Vorplatz und der Kapelle mit einer Kultnische. Diese enthält die Götterfiguren von Horus von Miam, Thutmosis III. und der Göttin Satis.
Beschädigungen aus der Amarna-Zeit wurden in der Zeit von Ramses II. restauriert. Dabei wurde die linke Figur (Satis) in Amun-Re umgestaltet. Die Restaurierungsarbeiten unterstanden vermutlich dem nubischen Vizekönig Setau. Dies belegen eine Felsstele rechts des Eingangs, die von Setau angebracht wurde und zwei weitere Darstellungen Setaus an den Seitenwänden der Nische.
Ab dem 6. Jahrhundert n. Chr. wurde der Tempel als Andachtsort von Christen genutzt, wie Pentagramme und Kreuze belegen, die über älteren Szenen eingeritzt wurden.
Durch den Bau des Assuan-Staudamms wurden zahlreiche Kulturdenkmäler bedroht. In einem UNESCO-Projekt wurden in den 1960er-Jahren einige Monumente in höhere Lagen versetzt. Fünf der bedrohten Bauten wurden ins Ausland verlegt. Darunter der Tempel von Ellesija, der 1966 Italien überlassen und im Museo Egizio in Turin wiedererrichtet wurde.